# Grano (mitologia)
Grano (em latim: Grannus), também conhecido como Grano Moguno Amarcolitano (em latim: Granus Mogounus Amarcolitanus), foi uma deidade celta associada aos balneários, às nascentes minerais térmicas e ao sol. Era regularmente identificado a Apolo como Apolo Grano. Era cultuado principalmente na Germânia Superior e na Gália do Norte, não raramente em conjunção à Sirona, a Marte e a outras deidades.

## Centros de culto

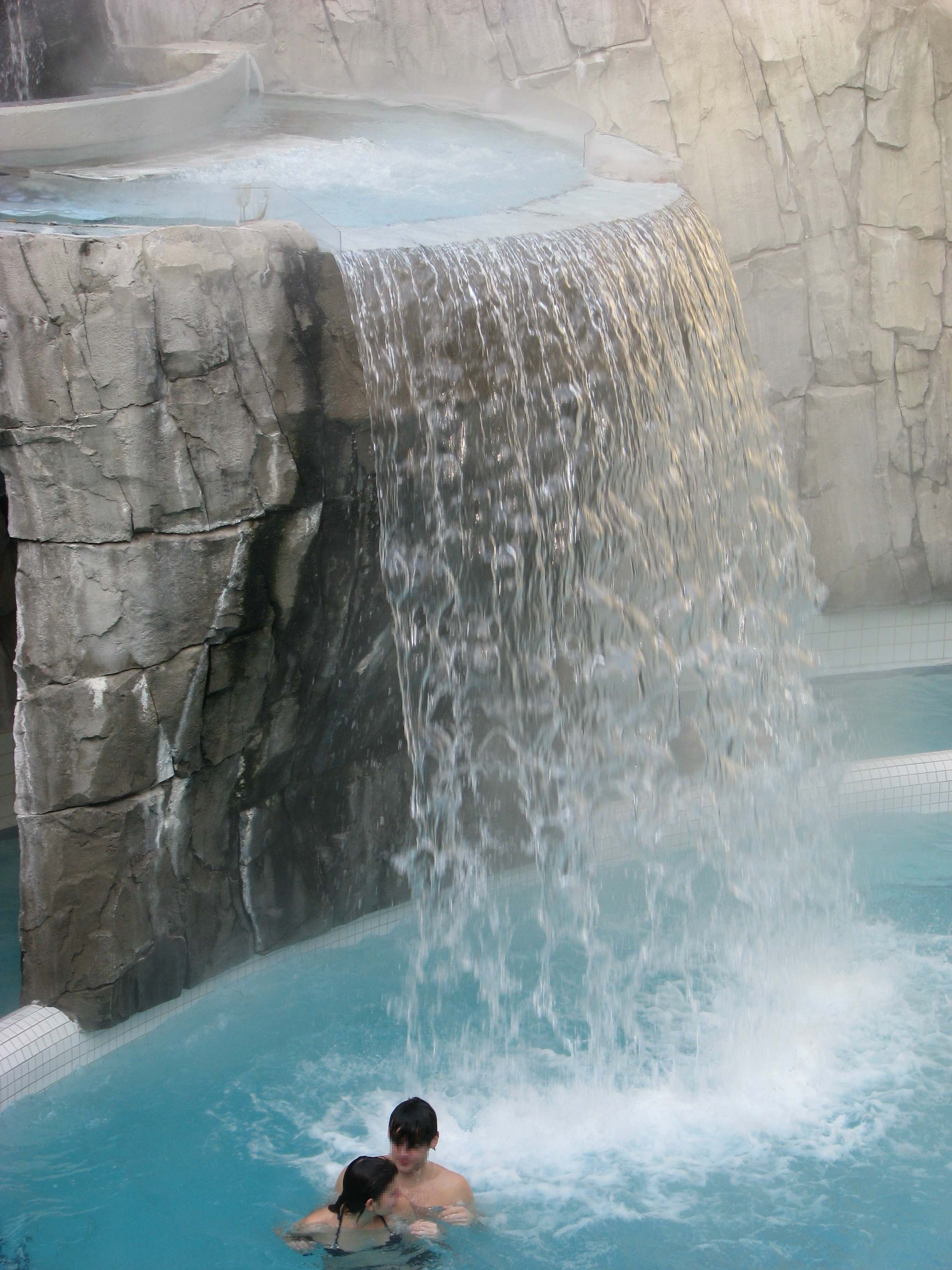
Nascentes quentes tais como aquelas existentes na Águas de Grano (Aachen de hoje) são pensadas ter sido dedicadas a Grano.

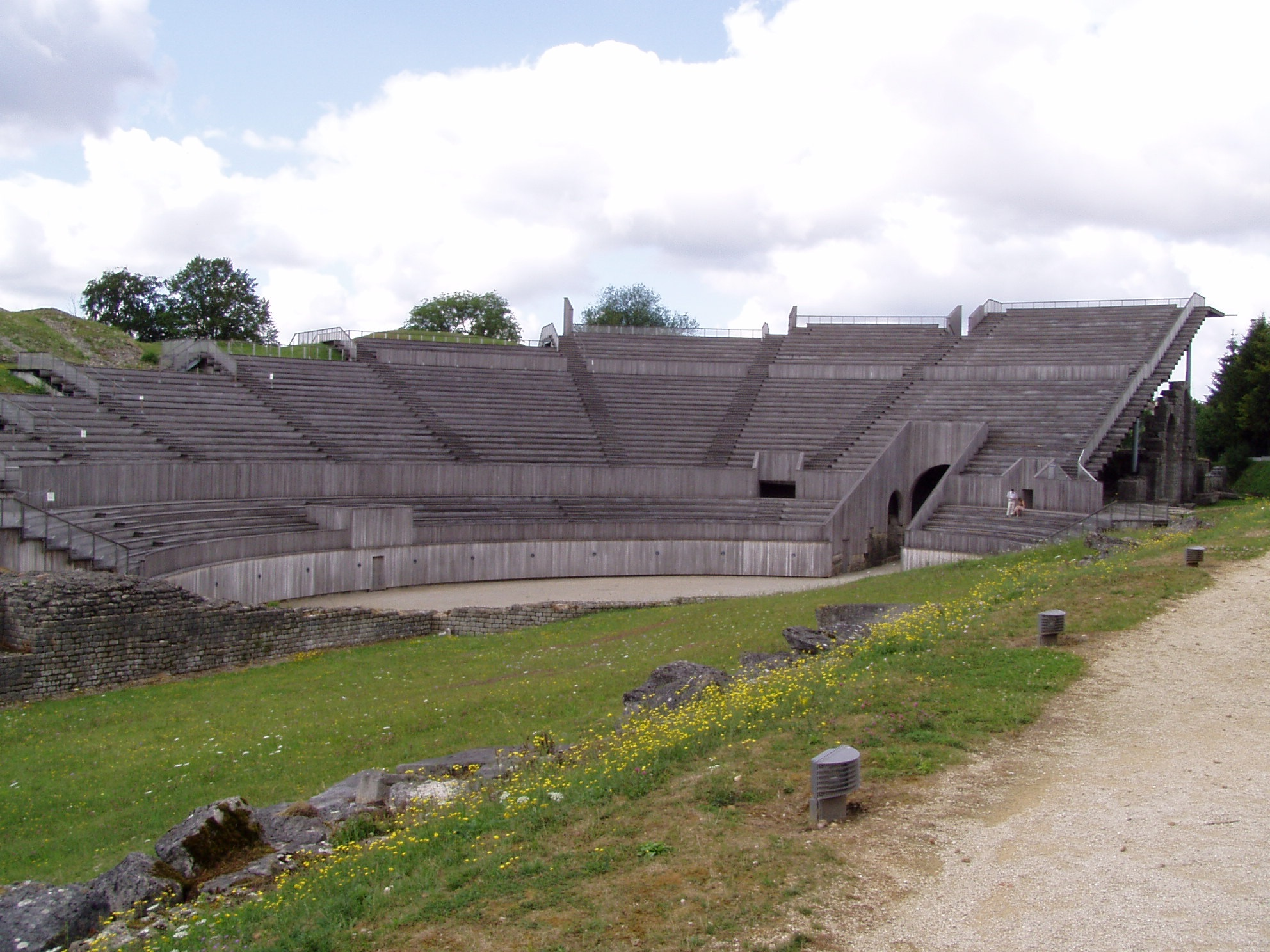
O anfiteatro em Grand, dedicado a Apolo. O nome de Grand foi ligado a Grano.

Um dos mais famosos centros de culto do deus estava em Grano (agora Aachen, Alemanha). Aachen significa ‘água’ no alto germano antigo, um calque do nome romano Águas de Grano (em latim: Aquae Granni). As nascentes quentes do povoado, com temperaturas entre 45 °C e 75 °C, permanecem na área pantanosa e um tanto inóspita, em torno da região de vale da bacia de Aachen. Aachen primeiro tornou-se um centro curativo na época de Hallstatt. O imperador romano Caracala (r. 188–217) visitou o santuário do ‘deus de cura céltico’ Grano durante a guerra com a Alemanha em torno do ano 215.
Muitos outros centros de culto de Grano permanecem na Alemanha dos dias atuais: inscrições dedicadas ao deus têm sido descobertas em Alzey, Arnheim, Augsburgo, Baumberga, Bona, Ennetach, Erp, Faimingen, Neuenstadt am Kocher, Rheinzabern, Espira, Tréveris, Bitburg e Unterfinningen. Todavia a Alemanha não é, de jeito nenhum, a única área onde o culto desta deidade céltica, muito difundida, ocorre: este nome de deus também está gravado em inscrições na França em Grand nos Vosges, Horbourg-Wihr no Alto Reno, Limoges na Alto Vienne e em Monthelon em Sona e Líger. Existem descobertas também na Escócia em Inveresk, na Espanha em Astorga, na Itália em Roma, na Suécia em Fycklinge, na Áustria em Lendorf, na Inglaterra em Thetford, na Hungria em Szöny e na Romênia em Alba Júlia e Bretea Română.
No início do século vinte, do deus era dito ainda ter sido lembrado em um canto entoado em torno de fogueiras em Auvérnia, no qual um feixe de cereal era colocado no fogo e chamado Granno mio, enquanto as pessoas cantavam, "Grano, meu amigo; Grano, meu pai; Grano, minha mãe".

## Festival
Uma inscrição latina do 1o. século A.C., de Limoges, menciona um festival de dez noites gaulês para Grano (latinizado como decamnoctiacis Granni):
POSTVMVS DV[M]
NORIGIS F(ilius) VERG(obretus) AQV
AM MARTIAM DECAM
NOCTIACIS GRANNI D(e) S(ua) P(ecunia) D(edit)
Tradução: "O Vergobretus Postumus filho de Dumnorix deu de seu próprio dinheiro às Águas de Março para o festival de dez noites de Grano".

## Epítetos
Em todos seus centros de culto onde está assimilado ao deus romano Grano foi igualado a Apolo, presumivelmente no papel de Apolo como uma deidade solar ou curativa. Em Tréveris, é identificado mais especificamente a Apolo Febo. Em Monthelon, é também chamado Amarcolitano e em Horbourg-Wihr Moguno.

## Séquito divino
O nome Grano está às vezes acompanhado por aquelas outras deidades nas inscrições. Em Augsburgo, é encontrado com Diana e/ou Sirona e outra vez com Sirona em Roma, Bitburg e Baumberga. Em Ennetach está com as Ninfas, em Faimingen com Hígia e Cibele e em Grand com Sol. Em Limoges, é encontrado com Marte e em Astorga com Serápis, Ísis, Marte-Sagato e Core.

## Etimologia
No início do século vinte, o nome era conectado ao irlandês grian, ‘sol’. Seguindo esta linha, o deus era frequentemente ligado ao Deò-ghrèine e ao personagem Mac Gréine da mitologia irlandesa. Entretanto, o grian irlandês ‘sol’, é pensado ser derivado do proto-céltico *greinā ‘sol’ e cognato com o galês greian ‘sol’  e com o proto-céltico *greinā que é improvável de ter evoluído para Grannos no gaulês e para outras línguas continentais célticas. A derivação de uma raiz proto-céltica *granno- ‘barba’ (cf. galês médio grann ‘queixo; barba, cabelos’ e do irlandês antigo grend ‘barba, cabelos’) tem entretido alguns eruditos que sustentam, no que Jürgen Zeidler diverge, propondo uma raiz diferente de *granno- pela "provável referência ao calor do sol e a propriedades curativas".